# AKB48 今夜は帰らない…
『AKB48 今夜は帰らない…』（エーケービーフォーティーエイト こんやはかえらない…）は、2007年4月7日から2017年3月27日までCBCラジオで放送されていたAKB48のメンバーがレギュラー出演しているラジオ番組。2017年4月3日から2022年9月26日まで改題して放送されていた『AKB48 Team 8 今夜は帰らない…』（エーケービーフォーティーエイト チームエイト こんやはかえらない…）についても記載する。

## 概要
毎週月曜日20:00 - 20:30に放送している番組で、コーナーやお便りを紹介しながら進行している。
開始当初は、毎週土曜24:00 - 24:30の放送だったが、前番組の終了で23:30 - 24:00の放送になり、現在の放送時間に落ち着いた。放送によっては、AKB48のイベントでの公開収録の模様などが放送されることがある。また、レギュラー出演者が参加出来ない際は、別のメンバーが出演する。
2017年4月3日より番組内容がリニューアルされ、番組名も『AKB48 Team 8 今夜は帰らない…』に変更された。AKB48チーム8のメンバーが週替わりで出演していた。
番組開始は2007年4月で、テレビ・ラジオを含め、AKB48の独立した冠番組としては最も古くから続いている番組である。
2022年9月26日の放送をもって番組が終了。2007年4月から放送開始した「今夜は帰らない」シリーズは15年半の放送に幕を降ろした。

## 『AKB48 Team 8 今夜は帰らない…』の放送内容と出演メンバー
2017年4月3日から2022年9月26日まで放送。放送回数は全287回。AKB48チーム8のメンバーが､東軍（東日本出身メンバー、北海道から福井・岐阜・三重まで）と西軍（西日本出身メンバー、沖縄から京都・滋賀・奈良・和歌山まで）に分かれて､1週ずつ交互に出演し、同じ企画にチャレンジし対決（「合戦」と呼ばれている）した。番組を仕切る両軍のリーダーは「軍師」と呼ばれ、その日出演しているメンバー（基本的に3人）のうち1人が務め、1人2週担当して交代していた。
オープニング・エンディング曲
- OP 47の素敵な街へ
- ED 一生の間に何人と出逢えるのだろう

## 「AKB48 今夜は帰らない…」の放送内容とMCの推移

### 大島麻衣・篠田麻里子・大江朝美（初代）
2007年4月7日から9月29日までの間チームAの大島麻衣、篠田麻里子、大江朝美の3名がパーソナリティを務めた。放送回数は全26回。
エンディングでは、リスナーからのお便りで一番気に入ったものを三人で決め、そのリスナーにはノベルティグッズとして、メンバー三人の直筆サインとメッセージの書かれた番組特製CDケースがもらえる。ノベルティグッズは、なちのんのラジオでも存在する。
そして、唯一ノベルティグッズの特別賞当選が、このラジオでは存在する。2007年6月16日の放送で、あるリスナーの投稿に対し、パーソナリティーの篠田麻里子が麻里子賞として、特別に当選しているというエピソードがある。
オープニング・エンディング曲
- OP 会いたかった
- ED 桜の花びらたち

主なタイムテーブル
24:00 オープニング
24:06 アイドルとらのあな
24:12 おたよりコーナー
24:18 恋愛保健室
24:24 エンディング
ゲスト出演
基本的に3名のパーソナリティで進行し、ゲスト出演はほぼ無い。
- 秋元才加・大島優子（8月11日・18日、初ゲスト・チームKのメンバー）
  - この時期公開された『伝染歌』の宣伝も含めて出演した。

### 佐藤夏希・野呂佳代（2代目）
『AKB48 今夜は帰らない…』のサブタイトルとして『なちのんの全力で!!』が付きリニューアルされ、2007年10月6日から2008年3月29日まで放送された。放送回数は全26回。また、2代目パーソナリティとしてチームKのなちのん（佐藤夏希・野呂佳代）の2名がパーソナリティを務めた。なおパーソナリティが2名で進行したのはこの代だけである。
オープニング・エンディング曲
- OP ビバ!ハリケーン
- ED 君はペガサス

なちのんのラジオでは、公開収録が2007年10月8日（同年10月20日放送）に三重県のマイカル桑名で行われた。
その公開収録では、特別ゲストとして、初代パーソナリティの1人である篠田麻里子が出演した。
なお、2008年3月29日の放送でなちのんでのラジオが終了することが22日の放送のエンディングで発表された。

### 大島優子・梅田彩佳・戸島花（3代目）
放送回数は全34回。
オープニング・エンディング曲
- OP 夢を死なせるわけにいかない
- ED

1. ハートが風邪をひいた夜
2. 桜の花びらたち（2008年11月22日）

#### 2008年4月5日 - 9月27日
チームKの大島優子・梅田彩佳とチームAの戸島花の3名がパーソナリティを務めた。3人でのラジオは初代以来となる。6月21日の放送は戸島が体調不良を理由に欠席した。
ゲスト出演
- なちのん（佐藤夏希・野呂佳代） - （4月5日・6月28日・7月5日）

#### 2008年10月4日 - 11月22日
前番組である『Perfumeのパンパカパーティー』が終了したため、30分繰り上げた毎週土曜23:30 - 24:00に放送された。戸島花のAKB48卒業により11月22日の放送を最後にパーソナリティーが変更される。

### 高橋みなみ・倉持明日香・柏木由紀（4代目）
放送回数は全91回。
オープニング・エンディング曲
- OP 大声ダイヤモンド
- ED 109（マルキュー）

#### 2008年11月29日 - 2009年4月4日
チームAの高橋みなみとチームKの倉持明日香とチームBの柏木由紀の3人がパーソナリティーを務めた。なお、A・K・Bのメンバーが1人ずつパーソナリティーを務めるのは今回が初めてである。
それまでのノベルティグッズであるCDケースにサインとメッセージが書かれたものが品切れになったので、途中から番組特製のクリアファイルにサインとメッセージが書かれたものに変更になった。
2009年2月28日の放送で通算100回。
ゲスト出演
- 前田敦子（2009年1月17日・1月24日、チームA） - 写真集のPRのため
このときの放送では、ノベルティグッズに、前田のサインも入っている。

#### 2009年4月6日 - 2010年8月16日
毎週月曜20:00 - 20:30に移動。
なお、2009年4月6日より、番組放送後の20:30 - 21:00には、姉妹グループSKE48のラジオ番組『SKE48 観覧車へようこそ!!』が放送されている。
2010年4月からNBCラジオ佐賀、長崎放送でも放送が始まった。放送時間は土曜日22:00 - 22:30である。
CBCラジオでは2010年8月16日、NBCラジオ佐賀・長崎放送では8月21日の放送をもって、パーソナリティー3人が番組を卒業した。
ゲスト出演
1. 渡辺麻友（2009年7月20日・27日、当時チームB）- 倉持の代理
2. 秋元才加（2009年10月12日・19日、当時チームK）- 倉持の代理
3. 北原里英・指原莉乃（2009年10月26日・11月2日、当時チームA・B）- 高橋・柏木の代理
4. 片山陽加（2009年11月23日・30日、当時チームB）- 柏木の代理
5. 渡辺麻友（2010年3月15日・22日、チームB) - 高橋の代理
6. 宮澤佐江（2010年4月26日・5月3日、チームK）- 高橋の代理
7. 仁藤萌乃（2010年5月10日・17日、チームK）- 高橋の代理
8. 秋元才加（2010年5月23日・30日、チームK）- 柏木の代理
9. 片山陽加・仲谷明香（2010年7月12・19日、チームA） - 高橋・倉持の代理
10. 藤江れいな・佐藤亜美菜（2010年7月26日・8月2日、チームK・B）- 高橋・倉持の代理

電話出演
1. 野呂佳代（2009年11月9日、SDN48）
2. 小森美果（2010年8月16日、チームB）5代目のメンバーということで1人として電話を受けたが、電話が来るまでそれを知らなかった。最後にミッキーのモノマネを披露した。

#### 行われていたコーナー
かえうたカウントダウン
AKB48の楽曲の中からMCが曲を選定し、替え歌する所を指定してリスナーに募集するコーナー。楽曲は定期的に変わり、歌が変わるごとにMCが替え歌の見本を示す。
もっちもっち♪ベースボールスタジアム
野球好きの倉持明日香が、毎回好きな野球選手等をピックアップして紹介するコーナー。
ブラックお天気予報
TBSの『ひるおび!』でお天気お姉さんとしても活躍している「ブラック柏木」の異名を持つ柏木由紀が、リスナーから送られて来た腹黒いエピソードをブラックかどうかを判定し、お天気お姉さん風に発表するコーナー。0%か100%かを判定するが、特に基準はなく、本人の行動や考え方によって周りと逆の判定が出ることがある。
アイドルまんが道場
少年漫画好きである高橋みなみが、「週刊少年ジャンプ」などに出て来そうなストーリーを送ってもらい、ラジオドラマ風に発表するコーナー。このコーナーでは、高橋みなみの後輩キャラ（モデルは矢部明雄）が人気を呼んでいる。
たっかたっかたかみなのマンガミュージアム
少年漫画好きである高橋みなみが、いろいろな漫画を紹介していくコーナー。タイトルはもっちもっち♪ベースボールスタジアムをもじった形で名付けられた。
コンビニトーク
上の句と下の句をそれぞれボックスから引き、その「コンビに」沿ったトークを一人でするという、2010年1月から始まったコーナー。5代目でも引き継がれた。
オチのない話の墓場
オチがない話や人に話してスベッた話を供養するコーナー。1回の放送期間がある程度空くため、不定期企画のような存在となっている。過去、単発として「みなみ高橋のすべらない話」・「陽加片山のすべらない話」が放送されたことがある。
帰ってきたAKB取調室
不定期企画でゲストが来た時に企画として使われることがある。元々、パーソナリティ3人の素顔を知ろうということで企画されていたものだった。ちなみに、渡辺と北原・指原が来た際はやっていない。
2010年2月8日の放送で視聴者からのメールでメンバーの誰かにメールをしていつ返ってくるかというコーナーをやった。結果は第1位が倉持明日香で送信者は大島優子だった。しかし、柏木由紀（宮澤佐江）・高橋みなみ（峯岸みなみ）の2人は放送収録中に返信が来なかった。

### 指原莉乃・佐藤すみれ・小森美果（5代目）
放送回数は全36回。
オープニング・エンディング曲
- OP ヘビーローテーション
- ED 涙のシーソーゲーム

#### 2010年8月23日 - 2011年4月25日
チームAの指原莉乃とチームBの佐藤すみれ・小森美果の3人がパーソナリティーを務めた。指原は、2009年10月26日・11月2日に高橋み・柏木の代役として、北原里英と共に当番組のパーソナリティーを務めたことがある。
2010年10月9日から北日本放送、2010年10月16日から東北放送で放送されるようになる。北日本放送は、土曜22時00分 - 22時30分、東北放送は、土曜21時00分 - 21時30分で放送される。また、2010年10月4日の『AKB48 今夜は帰らない…』の放送が、始まる前のCMで指原莉乃、佐藤すみれ、小森美果が登場した。
2011年1月17日の放送から指原の欠席が多くなり、ほぼ毎週代理のゲストを迎えるという変則的な放送となっていた。
CBCラジオでの2011年4月25日の放送をもって、パーソナリティー3人が番組を卒業した。
ゲスト出演
1. 高城亜樹（2010年9月6日・13日、チームA）- 指原の代理
2. K太郎（2010年10月25日）
3. 北原里英（2010年11月15日・22日、チームB）- 小森の代理
4. 内田眞由美（2011年1月17日・24日、チームK）- 指原の代理
5. 前田亜美（2011年1月31日・2月7日、チームA）- 指原の代理
6. 松井咲子（2011年2月14日・21日、チームK）- 指原の代理
7. 横山由依・北原里英（2011年3月21日・28日、チームK・チームB）- 指原・佐藤の代理
8. 佐藤亜美菜（2011年4月4日・11日、チームB）- 指原の代理

### 島崎遥香・島田晴香・市川美織（6代目）
放送回数は全126回。
オープニング・エンディング曲
- OP Everyday、カチューシャ
- ED 人の力

#### 2011年5月2日 - 2013年9月23日
チーム4の島崎遥香・島田晴香・市川美織の3人がパーソナリティーを務めた。
2011年9月4日にはCBCラジオ開局60周年記念番組『感謝還暦4DAYSフィナーレ』（18:00 - 20:00）に内包される形で、『AKB48 今夜は帰らないSPECIAL〜Live in ドーム〜』（19:00 - 20:00、CBCラジオのみ放送）として、当日ナゴヤドームで行われていた「22ndマキシシングル『フライングゲット【通常盤】』全国握手会イベント AKB48祭り」の会場から、番組開始以来初の生放送が行われた。
2012年以降、レギュラーメンバーが忙しくなったため、レギュラー3人が揃うことはほぼなくなる。2012年6月4日では、ついにレギュラーメンバーが1人も出演しない事態となった。最後にレギュラーメンバーが揃ったのは、2012年7月23日放送分で、その後は一度も揃うことはなく、かなり変則的な放送であった。特に、島崎は2012年10月29日から2013年8月19日まで約10ヶ月間出演しておらず、番組内でも度々ネタにされていた。また、代理出演の特に多い、竹内、入山は自他共に認める準レギュラーとなっていた。
2013年3月25日放送回において、ネット局4局の放送が終了する告知がされた。このため同年4月1日より、CBCラジオのみの放送となった。
2013年9月23日の放送をもって、パーソナリティー3人が番組を卒業した。放送期間は2年4ヶ月と、過去最長。最終回はレギュラーメンバーが揃って出演出来るように、最後まで調整が行われたが、結局、急に仕事が入った市川が出演出来ず、島崎、島田の二人だけの最終回となった。
ゲスト出演
1. 山内鈴蘭（2011年12月5日・12日、チーム4）- 島崎の代理
2. 永尾まりや（2012年1月16日・23日、チーム4）- 市川の代理
3. 竹内美宥（2012年2月13日・20日、チーム4）- 島崎の代理
4. 永尾まりや（2012年3月26日・4月2日、チーム4）- 島崎の代理
5. 入山杏奈（2012年4月9日・4月16日、チーム4）- 島崎の代理
6. 竹内美宥・山内鈴蘭（2012年4月23日・4月30日、チーム4）- 島崎・島田の代理
7. 入山杏奈（2012年5月21日・5月28日、チーム4）- 島田の代理
8. 阿部マリア・入山杏奈・田野優花（2012年6月4日・6月11日、チーム4）- 島崎・島田・市川の代理
9. 入山杏奈・竹内美宥（2012年6月18日・6月25日、チーム4）- 島崎・島田の代理
10. 入山杏奈（2012年7月2日・7月9日、チーム4）- 島崎の代理
11. 入山杏奈・竹内美宥（2012年7月30日・8月6日、チーム4）- 島崎・島田の代理
12. 竹内美宥（2012年8月13日・8月20日、チーム4）- 島崎の代理
13. 永尾まりや（2012年8月27日・9月3日、チーム4）- 島崎の代理
14. 竹内美宥（2012年9月10日・9月17日、チーム4）- 島崎の代理
15. 竹内美宥（2012年9月24日・10月1日、チーム4）- 市川の代理
16. 阿部マリア・入山杏奈（2012年10月8日・10月15日、チーム4）- 島崎・島田の代理
17. 竹内美宥（2012年10月22日・10月29日、チーム4）- 島田の代理
18. 高城亜樹・仲川遥香（2012年11月5日・11月12日、JKT48）、鈴木まりや（2012年11月5日・11月12日、SNH48）- 島崎・島田・市川の代理
19. 竹内美宥（2012年11月19日・11月26日、チームB）- 島崎の代理
20. 入山杏奈（2012年12月3日・12月10日・12月17日・12月24日、チームA）- 島崎の代理
21. 竹内美宥（2012年12月31日・2013年1月7日、チームB）- 島崎の代理
22. 入山杏奈（2013年1月14日・1月21日、チームA）- 島崎の代理
23. 阿部マリア（2013年1月28日・2月4日、チームK）- 島崎の代理
24. 入山杏奈・岩田華怜（2013年2月11日・2月18日、チームA）- 島崎・市川の代理
25. 阿部マリア（2013年2月25日・3月4日、チームK）、高橋朱里・田野優花（2013年2月25日・3月4日、チームA）- 島崎・島田・市川の代理
26. 入山杏奈（2013年3月11日・3月18日、チームA）、永尾まりや（2013年3月11日・3月18日、チームK）- 島崎・市川の代理
27. 阿部マリア・永尾まりや（2013年3月25日・4月1日、チームK）- 島崎・市川の代理
28. 入山杏奈・岩田華怜・田野優花（2013年4月8日・4月15日、チームA）- 島崎・島田・市川の代理
29. 入山杏奈・川栄李奈・高橋朱里（2013年4月22日・4月29日、チームA）- 島崎・島田・市川の代理
30. 名取稚菜・山内鈴蘭（2013年5月6日・5月13日、チームB）- 島崎・島田の代理
31. 阿部マリア・藤田奈那（2013年5月20日・5月27日、チームK）- 島崎・市川の代理
32. 山内鈴蘭（2013年6月3日・6月10日、チームB）- 島崎の代理
33. 鈴木紫帆里・藤田奈那（2013年6月17日・6月24日、チームK）- 島崎・市川の代理
34. 名取稚菜（2013年7月1日・7月8日、チームB）- 島崎・島田の代理
35. 加藤玲奈・竹内美宥・名取稚菜（2013年7月15日・7月22日、チームB）- 島崎・島田・市川の代理
36. 伊豆田莉奈・田野優花（2013年7月29日・8月5日、チームA）- 島崎・島田の代理
37. 阿部マリア（2013年8月12・8月19日、チームK）- 島崎の代理
38. 加藤玲奈・竹内美宥（2013年8月26日・9月2日、チームB）- 島田・市川の代理
39. 大場美奈（2013年9月9日・9月16日、チームB）- 市川の代理
※2011年10月3日・2013年9月23日は市川が欠席したが、ゲスト出演はなく、島崎・島田の2人だけで放送された。

#### 行われていたコーナー
MVP48
萌えボイスでどれだけ萌えさせられるかで対決し、Most moe Voice Player（MVP）を決める。判定はスタッフが行う。
AKB取調室
パーソナリティ3人の素顔を知ろうという企画。
コンビニトーク
上の句と下の句をそれぞれボックスから引き、その「コンビに」沿ったトークを一人でするという、2010年1月から始まったコーナーで4代目から受け継いだ企画。

### 竹内美宥・岩田華怜・武藤十夢（7代目）
放送回数は全105回。
オープニング・エンディング曲
- OP 次のSeason
- ED High school days

#### 2013年9月30日 - 2015年9月28日
チームAの岩田華怜、チームKの武藤十夢、チームBの竹内美宥の3人がパーソナリティーを務めた。
竹内は、欠席が多かった6代目パーソナリティーの代理出演が全24回と自他共に認める準レギュラーだったが、晴れて7代目パーソナリティーに選ばれることになった。
2014年の春頃から、レギュラー3人が揃うことが少なくなり（特に、岩田は舞台の仕事が多かったため、しばしば長期離脱する）、レギュラーメンバーが全く出演しなかった回もある（2014年7月28日・8月4日・12月1日・12月8日、2015年4月27日・5月4日）。
大森美優が代理出演することが多く（全27回）、自分のコーナーも持っており（後段、行われていたコーナー、参照）、準レギュラー扱いとなっていた。また、大森は武藤のお気に入りのため、代理出演が大森だと武藤が異様なハイテンションになり、別のメンバーだと機嫌が悪くなり、レギュラーメンバーが揃うと岩田に対して休んでも良かったのにと悪態をつくと言うのが番組内の一つのお約束となっていた。
CBCラジオでの2015年9月28日の放送をもって、パーソナリティー3人が番組を卒業した。
ゲスト出演
1. 大森美優（2013年12月9日・12月16日・12月23日、チームB）- 竹内の代理
2. 大森美優（2014年4月21日・4月28日、チームB）- 岩田の代理
3. 大森美優（2014年5月5日・5月12日、チーム4）- 武藤・竹内の代理
4. 大森美優（2014年6月16日・6月23日・8月25日・9月1日・2015年6月8日・6月15日・6月22日・6月29日、チーム4）- 岩田の代理
5. 中西智代梨（2014年7月14日・7月21日、チームA）- 竹内の代理
6. 小嶋菜月・中西智代梨・森川彩香（2014年7月28日・8月4日、チームA）- 岩田・武藤・竹内の代理
7. 内山奈月（2014年8月11日・8月18日、チームB）- 岩田の代理
8. 岩立沙穂・小林茉里奈（2014年9月8日・9月15日、チーム4）- 岩田・武藤の代理
9. 大森美優（2014年10月20日・10月27日・11月3日・11月10日・2015年2月16日・2月23日、チーム4）- 竹内の代理
10. 岡田奈々・西野未姫・向井地美音（2014年12月1日・12月8日、チーム4）- 岩田・武藤・竹内の代理
11. 小嶋菜月・松井咲子（2014年12月15日・12月22日、チームA）- 武藤・竹内の代理
12. 大森美優・込山榛香（2015年1月19日・1月26日、チーム4）- 岩田・竹内の代理
13. 小嶋菜月（2015年4月13日・4月20日、チームA）- 岩田の代理
14. 田北香世子・湯本亜美・向井地美音（2015年4月27日・5月4日）- 岩田・武藤・竹内の代理
15. 市川愛美・小嶋菜月（2015年5月11日・5月18日、チームA）- 岩田・武藤の代理
16. 小笠原茉由・大森美優（2015年5月25日・6月1日）- 武藤・竹内の代理
17. 中西智代梨（2015年7月6日・7月13日、チームA）- 岩田の代理
18. 小笠原茉由・西野未姫（2015年7月20日・7月27日）- 岩田・武藤の代理
19. 田野優花（2015年8月3日・8月10日、チームK）- 岩田の代理
20. 大森美優（2015年8月17日・8月24日、チーム4）- 武藤の代理
※2014年5月5日・12日は武藤・竹内が欠席したが、岩田とゲストの2人だけで放送された。

#### 行われていたコーナー
オープニングコント
リスナーから募集したミニコントをメンバーが演じる。
進撃の岩田
もとはリスナーからの持ち込み企画でタイトルの元ネタは「進撃の巨人」である。リスナーから募集した悩みを、岩田華怜が駆逐していくというコーナー。お便りがなくなり次第打ち切りというお試し企画。
MVP48
リスナーから募集したお題を元に、萌えボイス対決を行なうコーナー。3人で同じお題に挑戦し、一番良かったメンバーをスタッフに判定してもらう。
十夢の「はぁ?お前何言ってんの?」
小さな事で悩んでいるドMなリスナーの悩みを、武藤十夢がズバズバ切り捨てていくコーナー。
岩田華怜の漢気塾
リスナーから募集したお悩み相談を、岩田華怜が熱く回答していくお試し企画。
AKB取調室
ゲストメンバーの素顔を知ろうという企画。
竹内美宥の早口言葉を言ってみよう、やってみよう!
リスナーから送られてきた早口言葉にチャレンジするコーナー。良かった早口言葉にはメンバーの私物がプレゼントされる。
こんなみゆぽんはイヤだ!ぽんぽんぽぽぽ〜ん
大森美優が絶対に言わなさそうなセリフをリスナーから募集して、実際に言ってみるという企画。
かれんの略語大喜利!略してKRO!
リスナーから募集した略語のお題を元に大喜利にチャレンジする企画。

### 大島涼花・高橋朱里・向井地美音（8代目）
放送回数は全78回。
オープニング・エンディング曲
- OP 希望的リフレイン
- ED 秘密のダイアリー

#### 2015年10月5日 - 2017年3月27日
チームBの大島涼花、チーム4の高橋朱里、チームKの向井地美音の3人がパーソナリティーを務める。
初回の2015年10月5日放送から向井地が欠席し、最初からレギュラーメンバーが揃わないという異例のスタートとなった。その後もレギュラーメンバーが揃うことは少なく、特に向井地の欠席が多かった。また、それまでの代と違い、メンバーが休んでも代理出演がないことも多く、出演者が1人と言うこともあった。
CBCラジオでの2017年3月27日の放送をもって、パーソナリティー3人が番組を卒業した。
ゲスト出演
1. 武藤十夢（2015年10月26日、チームK）- 楽屋レポーター
2. 岩田華怜（2015年11月9日、チームA）- 電話出演
3. 小嶋真子（2016年1月25日・2月1日、チーム4）- 大島涼・向井地の代理
4. 中西智代梨（2016年6月13日・20日、チームA）- 高橋朱・向井地の代理
5. 大森美優（2016年8月8日・8月15日、チーム4）- 大島涼・高橋朱の代理
6. 中西智代梨・伊豆田莉奈（2016年12月26日・2017年1月2日・9日）- 大島涼・向井地の代理
7. 岩立沙穂・茂木忍（2017年1月30日・2月6日）- 高橋朱・向井地の代理

※2015年10月5日、12月7日・14日、2016年3月21日・28日、5月2日・9日・30日、6月6日・27日、7月4日、9月5日・12日、10月3日、2017年1月16日・23日、2月27日、3月6日・13日・20日は向井地が欠席したが、ゲスト出演はなく、高橋朱・大島涼の2人だけで放送された。
※2015年11月9日・16日、2016年2月22日・29日は高橋朱が欠席したが、ゲスト出演はなく、大島涼・向井地の2人だけで放送された。
※2016年4月4日・11日は大島涼・向井地が欠席したが、ゲスト出演はなく、高橋朱の1人だけで放送された。
※2016年4月18日・25日は大島涼が欠席したが、ゲスト出演はなく、高橋朱・向井地の2人だけで放送された。
※2016年7月25日・8月1日は高橋朱・向井地が欠席したが、ゲスト出演はなく、大島涼の1人だけで放送された。

#### 行われていたコーナー
涼花の感情を取り戻せ!
リスナーから募った喜怒哀楽にちなんだメールを紹介しながら大島がどの位心を動かされるかを判定するコーナー。
MVP48
リスナーから募集したお題を元に、萌えボイス対決を行なうコーナー。一番良かったメンバーをスタッフに判定してもらう。
進撃の高橋
元ネタは前パーソナリティの岩田華怜の企画である「進撃の岩田」。リスナーから募集した悩みを、高橋朱里が駆逐していくというコーナー。
高橋、相談のるってよ
リスナーから募集した人生相談に、高橋朱里が答えるコーナー。

## 放送時間と過去のネット局
放送局
- CBCラジオ（制作局）：月曜 20:00-20:30

過去のネット局
- 長崎放送（NBC）：土曜 22:00-22:30（2010年4月10日 - 2011年10月1日）
- NBCラジオ佐賀：土曜 22:00-22:30（2010年4月10日 - 2011年10月1日）
- RKB毎日放送（RKB）：火曜 21:30-22:00（2012年10月16日 - 2013年3月26日）
- 北日本放送（KNB）：土曜 22:00-22:30（2010年10月9日 - 2013年3月30日）
- 東北放送（TBC）：日曜 4:00-4:30（土曜深夜）（2014年4月6日 - 2015年10月3日）
- 熊本放送（RKK）：月曜 23:30-24:00（2015年3月30日 - 2016年3月21日）
- 南海放送（RNB）：土曜 22:00-22:30（2013年10月5日 - 2016年3月26日）
- ラジオ福島（RFC）：日曜 22:30-23:00（2016年4月2日 - 2020年9月27日）
- 北陸放送（MRO）：月曜 0:30-1:00（日曜深夜）（2017年10月6日 - 2021年12月26日）